# Chaenostoma debile
Chaenostoma debile là một loài thực vật có hoa trong họ Huyền sâm. Loài này được (Hutch.) Kornhall mô tả khoa học đầu tiên năm 2005.